# Нарезки
Нарезки — хутор в Касторенском районе Курской области России. Входит в состав Семёновского сельсовета.

## География
Хутор находится в восточной части Курской области, в лесостепной зоне, в пределах юго-западной части Среднерусской возвышенности, к югу от реки Берёзовки (приток Олымчика), на расстоянии примерно 21 километра (по прямой) к северо-востоку от посёлка городского типа Касторное, административного центра района. Абсолютная высота — 202 метра над уровнем моря.
Климат
Климат характеризуется как умеренный, со среднегодовой температурой воздуха +5,1 °C и среднегодовым количеством осадков 547 мм.
Часовой пояс
Хутор Нарезки, как и вся Курская область, находится в часовой зоне МСК (московское время). Смещение применяемого времени относительно UTC составляет +3:00.

## Население
| 2002 | 2010 |
| ---- | ---- |
| 13   | ↘8   |

Гендерный состав
По данным Всероссийской переписи населения 2010 года в гендерной структуре населения мужчины составляли 50 %, женщины — соответственно также 50 %.
Национальный состав
Согласно результатам переписи 2002 года, в национальной структуре населения русские составляли 100 % из 13 чел.

## Улицы
Уличная сеть хутора состоит из одной улицы (ул. Лесная).